# Chiara Mair
Chiara Mair (Innsbruck, 31 agosto 1996) è un'ex sciatrice alpina austriaca.

## Biografia
Specialista delle prove tecniche originaria di Götzens e attiva dal novembre del 2011, Chiara Mair ha esordito in Coppa Europa il 20 gennaio 2015 a Zell am See in slalom speciale, senza completare la prova, e in Coppa del Mondo il 17 gennaio 2016 a Flachau in slalom gigante, senza qualificarsi per la seconda manche. Il 5 dicembre 2016 ha colto a Trysil in slalom speciale il suo primo podio in Coppa Europa (2ª); ai Mondiali di Cortina d'Ampezzo 2021, sua unica presenza iridata, si è classificata 6ª nello slalom speciale e 5ª nella gara a squadre e il 16 dicembre dello stesso anno ha conquistato la sua unica vittoria in Coppa Europa, in Valle Aurina in slalom speciale. Nella medesima specialità ha conquistato il miglior risultato in Coppa del Mondo, l'11 gennaio 2022 a Schladming (4ª), è salita per l'ultima volta sul podio in Coppa Europa, il 31 gennaio successivo a Zell am See (2ª), e ha disputato la sua ultima gara in carriera, la prova di Coppa del Mondo di Semmering del 29 dicembre dello stesso anno; inattiva da allora a causa di vari infortuni, ha annunciato il ritiro al termine della stagione 2023-2024.

## Palmarès

### Mondiali juniores
- 2 medaglie:
  - 2 bronzi (slalom gigante, slalom speciale a Åre 2017)

### Coppa del Mondo
- Miglior piazzamento in classifica generale: 34ª nel 2021

### Coppa Europa
- Miglior piazzamento in classifica generale: 11ª nel 2017
- 9 podi:
  - 1 vittoria
  - 5 secondi posti
  - 3 terzi posti

#### Coppa Europa - vittorie
| Data             | Località     | Paese  | Specialità |
| ---------------- | ------------ | ------ | ---------- |
| 16 dicembre 2021 | Valle Aurina | Italia | SL         |

Legenda:

SL = slalom speciale

### Australia New Zealand Cup
- Miglior piazzamento in classifica generale: 13ª nel 2020
- 3 podi:
  - 3 vittorie

#### Australia New Zealand Cup - vittorie
| Data           | Località     | Paese         | Specialità |
| -------------- | ------------ | ------------- | ---------- |
| 30 agosto 2015 | Coronet Peak | Nuova Zelanda | GS         |
| 31 agosto 2017 | Coronet Peak | Nuova Zelanda | SL         |
| 31 agosto 2019 | Coronet Peak | Nuova Zelanda | GS         |

Legenda:

GS = slalom gigante

SL = slalom speciale

### Campionati austriaci
- 2 medaglie:
  - 2 argenti (slalom gigante, slalom speciale nel 2020)